# أليكس روف
أليكس روف (بالإنجليزية: Alex Ruoff) مواليد 29 أغسطس 1986 في هاملتن، هو لاعب كرة سلة أمريكي. بدأ مسيرته الاحترافية في سنة 2009. يلعب مع فريق بي جي غوتنغن في الدوري الألماني لكرة السلة. يحمل الرقم 7.

## المسيرة الاحترافية
لعب مع كانتون شارج في موسم 2012–2013، ثم لعب مع آيوا إنرجي في سنة 2013، ثم لعب مع بي جي غوتنغن في الدوري الألماني من سنة 2013 إلى 2015، ثم لعب مع بلباو باسكت في الدوري الإسباني في موسم 2015–2016، ثم لعب مع نيكار ريزن لودفيغسبورغ في الدوري الألماني في سنة 2016، ثم لعب مع غوتينغن في سنة 2016.

## روابط خارجية
- أليكس روف على موقع الدوري الأوروبي لكرة السلة (الإنجليزية)
- أليكس روف على موقع دوري كرة السلة الياباني للمحترفين (اليابانية)
- أليكس روف على موقع الدوري الإسباني لكرة السلة (الإسبانية)
- أليكس روف على موقع كرة السلة الأوروبية.كوم (الإنجليزية)
- أليكس روف على موقع كلية كرة السلة في سبورتس رفرنس.كوم (الإنجليزية)
- أليكس روف على موقع ريلجم (الإنجليزية)
- أليكس روف على موقع بروبوليرز (الإنجليزية)
- أليكس روف على موقع سبورتس رفرنس (الإنجليزية)
- أليكس روف على موقع سبورتس رفرنس (الإنجليزية)